# I.V.
「I.V.」（アイ・ヴィー）は、ロック・バンドのX JAPANが2008年1月23日にリリースした楽曲である。

## 解説
X JAPANが公の場で10年ぶりに演奏した楽曲であり、アメリカ映画「ソウ4」のタイアップ曲として制作された。全世界上映の映画でもあったことから、X JAPANにとっての世界デビュー曲となった。日本のロック・バンドとしては初の全世界同時配信となり、日本をはじめアメリカ、イギリス、オーストラリアなど世界23ヶ国で一斉に同日配信された。また、同時に日本のmusic.jpでの着うた、着うたフルでの配信もされた。2011年以来、長らく日本のiTunes Storeでは配信されていなかったが、2014年9月に配信が再開された。「ソウ4」のオリジナルサウンドトラックには収録されておらず、X JAPANのCDとしての発売もされていない。音楽ゲーム「Rock Band 2」のオーナーを対象とした無償ダウンロードソングの一つとして提供されている。
ライブでは「攻撃再開 2008 I.V.〜破滅に向かって〜」の1日目「破壊の夜」で初めて演奏された。

## タイトル
タイトルについてYOSHIKIは「元々は特に意味が無かった」としながらも、「後付と言う意味では、『I.V. (英語の「私」のIとローマ数字の「5」のV)＝自分たちは5人』『I.V.（ローマ数字の「IV」の4）＝現在は4人、映画も4作目』『I.V.(intravenous injection)＝点滴』『I.V.＝9月22日』『I.V.＝花言葉(「死んでも離れない」、「永遠の愛」、「不滅」)』と様々な解釈ができる」と語っている。また、歌詞の最後の単語が血管や静脈を意味する「vein」であることからも、『I.V.＝点滴』という解釈が強い意味合いであるとも後に語っていた。また、歌詞の一部にはメジャーデビュー曲である「紅」の一部（俺が見えないのか すぐ傍にいるのに）を英訳したもの（Can't you see me standing right here?）が使われている。

## 制作
YOSHIKIが率いる音楽プロジェクトであるViolet UKが『カタコンベ』の主題歌を担当したことがきっかけでオファーを受け、『ソウ4』の主題歌を担当するに至った。また、YOSHIKIの意向により、X JAPANとしてオファーを受けることになった。
YOSHIKIはMySpaceビデオのインタビューで、元々は7～8分の長編曲であったが、映画用に構成を短縮したことや、現在日本語詞版の構想があるとも語っている。ミュージック・ビデオの撮影翌日に放送された日本テレビ系「ズームイン!!SUPER」6時台の芸能ニュースコーナーなかで、現在のバージョンとは違ってToshlが高音で叫びながら歌うものであり、その後にBメロ（But desire to play with God's own will）が続いているものが数秒間放送された。
生前に収録されたHIDEの未発表ギター音源を、デジタル加工して楽曲の一部に使用している。また、全世界で公開されるということもあり歌詞を全て英語にしたため、ToshlのレコーディングにYOSHIKIが立ち会い、発音の指導をした。
発売に先駆けて、2007年末よりYOSHIKIのマイスペースにて一部試聴が可能になった。

## ミュージック・ビデオ
2007年10月22日に東京都港区台場のアクアシティお台場屋上においてミュージック・ビデオの収録が行われ、当日は10,000人近い人々(主催者発表)が集まった。映像にはヘリコプターによる空撮や、約6トンの水を使った降雨シーンなどと共に、随所に「ソウ4」の映像が使われている。また、都内各所のオーロラ・ビジョンにHIDEを含めたメンバーが映っている様子も撮影され、ステージセットのHIDEの立ち位置には彼のギターとマイクスタンドが立てられていた。
収録後のYOSHIKIのインタビューで、HIDEを含めた『5人』によるX JAPANの再結成と、2008年の再結成コンサートの開催を発表した。後にこれは2008年3月28日～30日の東京ドーム公演「攻撃再開 2008 I.V.〜破滅に向かって〜」として結実した。撮影の翌日には多くのメディアがX JAPANの再結成を取り上げ、当日は海外からもファンが訪れていたことや、X JAPANの活動当時を知らない10代前後の若者が訪れていたこと、X JAPANの現役時代のファンがかつてのコスプレ姿で集結していた様子などが報道された。
ミュージック・ビデオは、2008年2月29日に発売された『X JAPAN RETURNS 完全版 DVD-BOX』に収録された。また、発売に先駆けてYahoo!動画で全編が無料配信された。「ソウ4」のDVDパッケージによっては、ミュージック・ビデオが特典映像として全編収録されているものもある。
2010年にアメリカで改めてミュージック・ビデオが撮影され、同年8月の日産スタジアム（横浜国際総合競技場）公演「X JAPAN WORLD TOUR Live in YOKOHAMA 超強行突破 七転八起 〜世界に向かって〜」で公開された。

## エピソード
2007年11月、都内ホテルにて、『ソウ4』のジグソウを演じるトビン・ベルの希望により、トビン・ベルとYOSHIKIの対談が行われた。
この対談でYOSHIKIは、「話を貰ってから、曲のデモを作るまでに一週間もなかったんだよ。結構ハードだったね。」「僕はバンドのリーダーなんだけど、そこでは自分のスタイルの音楽を作ることができるけど、映画の曲を作る場合は違うよね。やっぱり映画の良さを引き出す事が何よりも大切だと思うから。そこが一番違うかな。」などと述べている。また、トビン・ベルは、「エンディングの君の曲はすごく良かったよ。『ソウ4』の雰囲気にとても合っていると思ったよ。」「今日は君のような素晴らしいアーティストに会えてとても光栄だよ。日本でもすごい人気だってうわさで聞いているよ。」などと述べている。

## パーソネル
- ミキシング・エンジニア：杉山勇司
- レコーディング・エンジニア：杉山勇司、エリック･ウェストフォール